# Robotikens lagar
Robotikens lagar är inom science fiction en uppsättning spärrar i form av lagar för robotar, med syfte att göra det omöjligt för dem att ställa till med stora skador. Eftersom det ursprungligen handlade om tre lagar så är de även kända som Robotikens tre lagar.
Lagarna formulerades under 1940-talet av författaren Isaac Asimov, tillsammans med John W Campbell som då var redaktör för science fiction-tidskriften Astounding Science Fiction, för Asimovs robotnoveller som under 1940-talet publicerades i "Astounding" och 1950 i bokform i novellsamlingen Jag, Robot. 
Lagarna har tagits upp av andra författare och ligger till grund även för deras robotberättelser.

## Lagarna

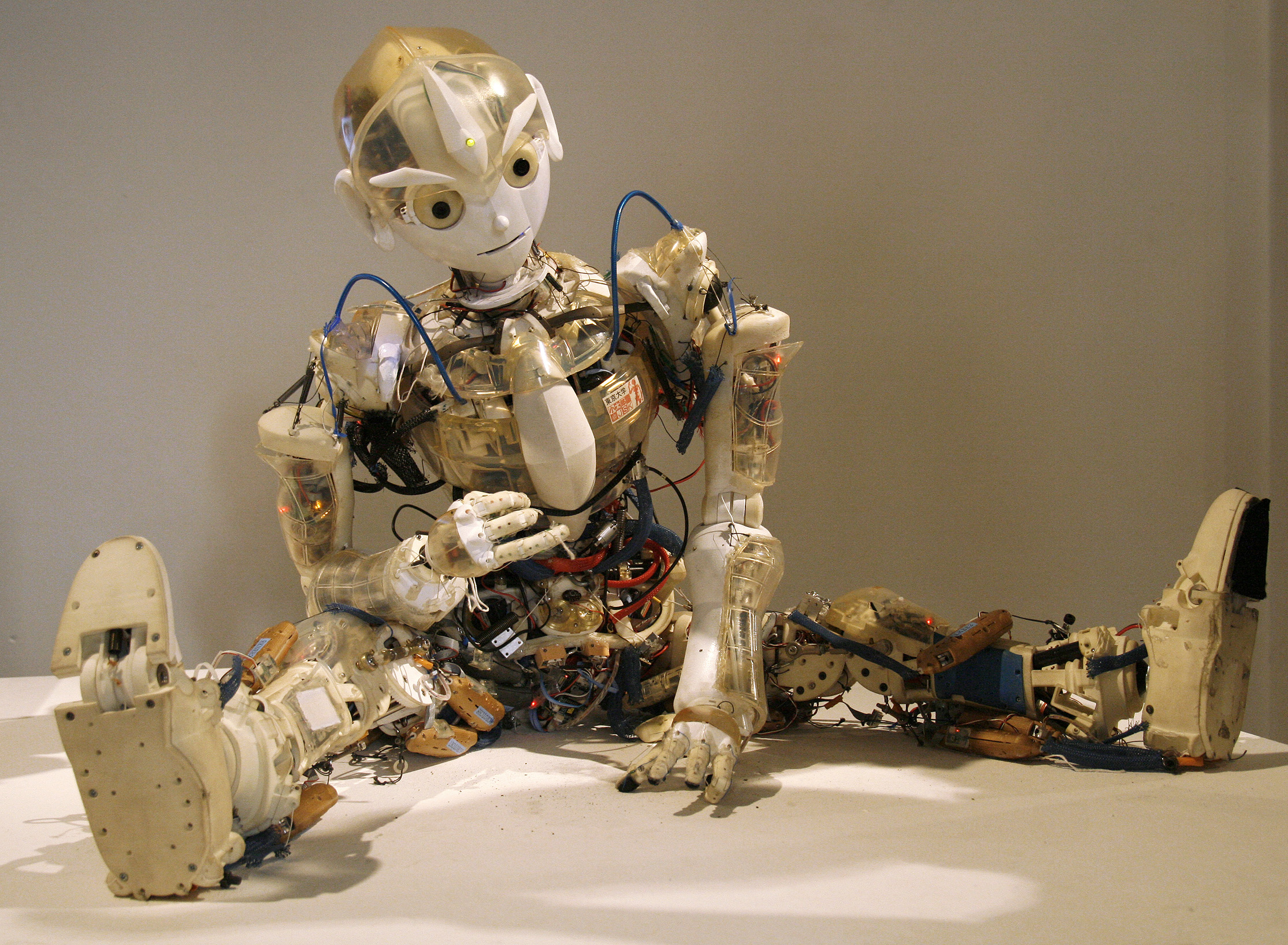
Kotaro, en humanoidrobot skapad på University of Tokyo, uppvisad på University of Arts and Industrial Design Linz under Ars Electronica Festival 2008.

Lagarna, som ursprungligen var tre till antalet, lyder:
1. En robot får aldrig skada en människa eller, genom att inte ingripa, tillåta att en människa kommer till skada.
2. En robot måste lyda order från människor, förutom om sådana order kommer i konflikt med första lagen.
3. En robot måste skydda sin egen existens, såvida detta inte kommer i konflikt med första eller andra lagen.
I Asimovs roman Stiftelsen och jorden (utgiven 1986) presenteras senare den "nollte", övergripande lagen (på engelska Zeroth Law), som i den fjärran framtiden har skapats för att ha prioritet före de första tre:
0. En robot får inte genom handling, eller underlåtelse att handla, orsaka att mänskligheten skadas.
"Nollte" lagen arbetades fram i romanen "Den okända lagen".

## Lagarnas konsekvenser
Robotlagarna infördes för att ändra synen på robotar inom science fiction – från onda och skräckinjagande maskinmonster med orealistiskt mänskliga drifter, till mer trovärdiga maskinvarelser som varken är goda eller onda. 
Tack vare lagarna kan robotarna utföra handlingar som kräver artificiell intelligens, men de har ingen fri vilja. 
Robotarna är nämligen fysiskt/mentalt oförmögna att bryta mot lagarna, om de inte är trasiga eller felprogrammerade.
Asimov har skrivit ett flertal noveller, samlade i Jag, Robot och De andra robotarna, samt fyra romaner, Stålgrottorna, Den nakna solen, Död robot och Den okända lagen, som alla bygger på robotlagarna och handlingen i dessa robotberättelser kretsar kring hur lagarna till synes bryts. 
Robotlagarna har även legat till grund för robotberättelser av många andra science fiction-författare, 
framför allt Jack Williamsons With Folded Hands från 1947 (som utvecklades till romanen The Humanoids 1949) där robotarna ser till att människorna inte kan skada varandra – de ser till att ingen människa kommer till skada – genom att spärra in dessa i madrasserade rum och tillhandahålla dem all näring och underhållning de behöver eller Clifford D. Simaks Websters värld (på engelska City) från 1952 där robotarna "beskyddar människorna till döds".
Andra exempel är Herbert W. Frankes roman Orkidéburen från 1961 där människorna i robotarnas vård har degenererat till sköra orkidéliknande varelser, Arthur C. Clarkes och Stanley Kubricks film 2001 – Ett rymdäventyr från 1968 där datorn HAL uppfattar människorna i expeditionens besättning som ett hot mot expeditionen, och Brian Aldiss' novell "Who Can Replace a Man" från novellsamlingen Canopy of Time från 1958 som låter lagarnas tillämpning endast skymta fram.